# Tây Khang
Tây Khang (西康省 Xīkāng Shěng), là một tỉnh không còn tồn tại của Trung Hoa Dân Quốc. Tỉnh bao gồm hầu hết khu vực Kham của Tây Tạng theo cách hiểu truyền thống, nơi Khampas, một phân nhóm người Tạng sinh sống. Khu vực này cũng là nơi cư trú của một thiểu số nhỏ những người thuộc sắc tộc Mông Cổ. Tây Khang, trước đó được gọi là Xuyên Biên (川邊), là một "Đặc khu hành chính" của THDQ cho đến trước năm 1939, khi nó chính thức trở thành một tỉnh. Tỉnh lị của Tây Khang là Khang Định từ năm 1939 đến 1951, và Nhã An từ 1951 đến 1955.

## Lịch sử
Sau Khởi nghĩa Vũ Xương vào tháng 10 năm 1911 và sự sụp đổ của triều đình nhà Thanh, khu vực này được Trung Hoa Dân Quốc thành lập về mặt hành chính với cái tên Xuyên Biên đặc biệt hành chính khu (川邊特別行政區). Vào tháng 6 năm 1930 khu vực bị quân đội của chính quyền Tây Tạng tấn công, dẫn tới chiến tranh Hán-Tạng. Các huyện bị bao vây bên trong cuộc chiến, không có quân tiếp viện được cử đến để hỗ trợ đồng lính Tứ Xuyên tại đây. Kết quả là quân đội Tây Tạng đã chiến thắng mà không cần phải chịu những chống cự đáng kể và chiếm được Garzê và Tân Long. Sau khi một cuộc thương ượng về việc ngừng bắn thất bại, các lực lượng Tây Tạng đã mở rộng chiến tranh để cố gắng đoạt được các phần đất ở miền nam của tỉnh Thanh Hải. Vào tháng 3 năm 1932, lực lượng này đánh chiếm Thanh Hải tuy nhiên đã hứng chịu thất bại trước lực lượng của Mã Bộ Phương vào tháng bảy, sau đó quân đội Tây Tạng đã trở lại khu vực này. Quân đội Thanh Hải chiếm lại được nhiều huyện mà trước đó đã rơi vào tay quân Tây Tạng từ năm 1919. Chiến thắng một phần là nhờ quân đội Thanh Hải đã tìm cách làm ảnh hưởng đến đường tiếp tế của các lực lượng Tây Tạng tại Garzê và Tân Long. Do đó, bộ phận này của quân đội Tây Tạng đã rút lui. Vào năm 1932, Lưu Văn Huy đã phối hợp với quân Thanh Hải đã gửi một lữ đoàn đến giao chiến với quân Tây Tạng tại Garzê và Tân Long, và kết quả là đã chiếm được những địa điểm này cùng với Derge và các huyện khác ở phía đông của sông Kim Sa. Vào tháng 1 năm 1939, khu vực chính thức trở thành một tỉnh của Trung Hoa Dân Quốc, Tỉnh Tây Khang.
Năm 1950, sau khi Quốc Dân đảng gặp thất bại trước Đảng Cộng sản trong nội chiến Trung Quốc, Tây Khang bị phân chia theo Trường Giang thành Tây Khang ở phía đông và một lãnh thổ Qamdo (昌都地区) ở phía tây. Qamdo được hợp nhất vào Khu tự trị Tây Tạng từ năm 1965. Phần còn lại của Tây Khang được sáp nhập vào tỉnh Tứ Xuyên vào năm 1955.

## Địa lý
Địa hình Tây Khang có thể được chia làm ba phần: phía tây là cao nguyên Thanh Tạng, trung tâm có nhiều thung lũng của các dòng sông như Lan Thương, Nộ Giang, Kim Sa. Phía đông tiến gần về phía bồn địa Tứ Xuyên, có độ cao thấp và khá bằng phẳng, là khu vực phát triển của tỉnh.